# Hans-Peter Kaul
Hans-Peter Kaul (* 25. Juli 1943 in Glashütte, Sachsen; † 21. Juli 2014 in Berlin) war ein deutscher Völkerrechtler und Diplomat sowie internationaler Richter. Vom 11. März 2003 bis zum 1. Juli 2014 war er als Richter am Internationalen Strafgerichtshof (IStGH) in Den Haag tätig, in der Abteilung der Vorverfahrenskammern. Von 2004 bis 2009 war er der erste Präsident der Vorverfahrensabteilung. Von 2009 bis 2012 hatte er das Amt des zweiten Vize-Präsidenten des IStGH inne.

## Werdegang
Kaul verbrachte Teile seiner Kindheit in Glashütte und Zwickau in der sowjetischen Besatzungszone. 1952 floh er mit seiner Familie in die Bundesrepublik, wo er in Hessen die Schule besuchte. Nach dem Militärdienst von 1963 bis 1967, wo er den Rang eines Hauptmanns der Reserve erreichte, studierte Kaul Rechtswissenschaften an der Universität Heidelberg, der University of Cambridge und der Universität Lausanne. 1971 legte er in Heidelberg das Erste Juristische Staatsexamen ab. Danach verbrachte er von 1972 bis 1973 ein Jahr an der École nationale d’administration (ENA) in Paris. 1975 absolvierte er sein Zweites Juristisches Staatsexamen ebenfalls in Heidelberg. 1973 bis 1975 arbeitete Kaul am Max-Planck-Institut für ausländisches öffentliches Recht und Völkerrecht in Heidelberg als wissenschaftlicher Mitarbeiter von Hermann Mosler. 1974 studierte Kaul an der Akademie für Internationales Recht (Academy of International Law) in Den Haag.
1975 trat Kaul in den diplomatischen Dienst der Bundesrepublik Deutschland ein. Von 1977 bis 1980 arbeitete er als Konsul und Presseattaché an der Deutschen Botschaft in Norwegen. Danach, von 1980 bis 1984, arbeitete er im Auswärtigen Amt in Bonn im Grundsatzreferat für die Vereinten Nationen (Sicherheitsrat, Generalversammlung). Von 1984 bis 1986 wurde er an die Botschaft Tel Aviv, Israel, versetzt, wo er als Sprecher und Pressereferent tätig war. Zwischen 1986 und 1990 arbeitete Kaul als Botschaftsrat in der Politischen Abteilung in der Deutschen Botschaft in Washington. 1990 kehrte er nach Bonn zurück, wo er stellvertretender Leiter des Referats für Nahost-Angelegenheiten im Auswärtigen Amt wurde. 1993 ging er erneut in die Vereinigten Staaten, wo er, auch während Deutschlands nichtständiger Mitgliedschaft im Sicherheitsrat (1995/1996), stellvertretender Leiter der Politischen Abteilung der deutschen Vertretung bei den Vereinten Nationen in New York war. Kaul kehrte 1996 erneut nach Bonn zurück, wo er bis 2002 das Völkerrechtsreferat des Auswärtigen Amts leitete. Als Leiter dieses Referates war er für zahlreiche Verfahren vor dem Internationalen Gerichtshof für Deutschland federführend. Hierzu zählt unter anderem die Klage gegen die Vereinigten Staaten von Amerika bezüglich der Hinrichtung der LaGrand-Brüder.
Von 1996 bis 2003 war Kaul Verhandlungsführer der deutschen Delegation in den Verhandlungen zum Römischen Statut des Internationalen Strafgerichtshofs und spielte eine führende Rolle bei der Errichtung des IStGH. Er war, obwohl ihm die Probleme im Zusammenhang mit der Errichtung eines solchen Gerichtes bewusst waren, ein Befürworter der Errichtung eines Internationalen Strafgerichtshofes. 2002 wurde er zum Botschafter und Beauftragten des Auswärtigen Amts für den Internationalen Strafgerichtshof ernannt.
Kaul wurde 2003 als erster Deutscher zum Richter am Internationalen Strafgerichtshof gewählt, 2006 wurde er für eine zweite Amtszeit von neun Jahren wiedergewählt. Richter Kaul war Mitglied der beiden Vorverfahrenskammern I und II, die sich mit den Situationen in Libyen, der Elfenbeinküste, Uganda, der Demokratischen Republik Kongo, Darfur (Sudan), der Zentralafrikanischen Republik, Kenia und Mali befassen.
Am 1. Juli 2014 trat Kaul aus gesundheitlichen Gründen von seinem Amt als Richter am IStGH zurück. Am 21. Juli 2014 verstarb er.

## Aktivitäten
Kaul hat zum Völkerrecht, zum Völkerstrafrecht und insbesondere zum Verbrechen der Aggression publiziert.
Seit 1997 spielte Richter Kaul, neben den beiden ehemaligen US-Anklägern von Nürnberg Benjamin Ferencz (1920–2023) und Whitney Harris (1912–2010), eine Schlüsselrolle in den internationalen Bestrebungen, aggressive Kriegsführung zu kriminalisieren. Durch seinen Einsatz wurde das Verbrechen der Aggression in die Liste der internationalen Verbrechen des Römischen Statuts des IStGH mitaufgenommen. Als Diplomat, Völkerrechtler und seit 2003 als Richter am Internationalen Strafgerichtshof hat Kaul bekräftigt, dass die Führung von Angriffskriegen, nach dem Urteil von Nürnberg das höchste internationale Verbrechen, und der ungerechtfertigte Einsatz bewaffneter Gewalt unausweichlich immer wieder zu erheblichen Gräueltaten führen. Kaul vertrat der Überzeugung, dass ohne eine effektive Kriminalisierung und strafrechtliche Verfolgung von Verbrechen der Aggression Kriegsverbrechen und Verbrechen gegen die Menschlichkeit nicht verhindert werden können.
Am 3. Juni 2013 begleitete Kaul den deutschen Außenminister Guido Westerwelle bei der Übergabe der deutschen Annahmeurkunde zu den „Kampala-Amendments“ betreffend das Verbrechen der Aggression in der Rechtsabteilung der Vereinten Nationen in New York.
Kaul war Mitglied des Beratungsausschusses des Global Institute for the Prevention of Aggression (seit 2012).
Er führte den Vorsitz des Internationalen Fachbeirats des Gründungsbüros Internationale Akademie Nürnberger Prinzipien seit März 2011. Zudem war er Mitglied des Präsidiums der Deutschen Gesellschaft für die Vereinten Nationen. Er engagierte sich auch im Wissenschaftlichen Beirat des Internationalen Forschungs- und Dokumentationszentrums Kriegsverbrecherprozesse der Universität Marburg.
Hans-Peter Kaul trat mit 130 Reden, Vorlesungen und Interviews in Zeitung, Radio und Fernsehen zum Internationalen Strafgerichtshof, zum humanitären Völkerrecht, zum Völkerstrafrecht und zum Verbrechen der Aggression in Deutschland, West- und Osteuropa, Russland, den Vereinigten Staaten von Amerika, Brasilien, Chile, Ägypten, Irak, Jemen, Syrien, Tunesien, China, Japan, den Philippinen, Thailand und Vietnam in Erscheinung.
Im Mai 2006 wurde ihm der Integrationspreis der Stiftung Apfelbaum, Köln verliehen. 2008 erhielt Kaul die Ehrendoktorwürde der Rechtswissenschaftlichen Fakultät der Universität Köln.
In seinem letzten posthum im Tagesspiegel publizierten Interview, erklärte Kaul, er sei im Laufe seines Lebens zum Pazifisten geworden, denn der „Einsatz bewaffneter militärischer Gewalt [...] führt fast automatisch zu Verbrechen gegen die Menschlichkeit und Kriegsverbrechen. Es gibt keinen Militäreinsatz ohne Verbrechen“.

## Ausgewählte Publikationen
Betreffend den Internationalen Strafgerichtshof:
- International Criminal Court. in: Rüdiger Wolfrum (Hrsg.), Max Planck Encyclopaedia of Public International Law, Oxford University Press, Oxford 2011.
- The ICC of the Future. In: HRSG. Proceedings of the Sixth International Humanitarian Law Dialogs, 26.–28. August 2012, Chautauqua Institution, Studies in Transnational Legal Policy, the American Society of International Law, Washington 2013. (online)

Betreffend das Verbrechen der Aggression:
- Is it possible to Prevent or Punish Future War-Making? in: FICHL Occasional Paper Series No. 1 (2011), Torkel Opsahl Academic EPublisher, Oslo, 2011. (online)
- Implications of the Criminalisation of Aggression. (co-authored by LIU Daqun) in: FICHL Policy Brief Series No. 2 (2011), Torkel Opsahl Academic EPublisher, Oslo, 2011. (online)
- From Nuremberg to Kampala – Reflections on the Crime of Aggression. In: Elizabeth Andersen, David M. Crane (Hrsg.), Proceedings of the Fourth International Humanitarian Law Dialogs, 30.–31. August 2010, Chautauqua Institution, Studies in Transnational Legal Policy, the American Society of International Law, Washington, 2011, 59–84.
- Kampala June 2010 – A First Review of the ICC Review Conference. In: Goettingen Journal of International Law (GoJIL) 2 (2010) 2, 649–667.
- The Nuremberg Legacy and the International Criminal Court, Lecture in Honour of Whitney R. Harris, Former Nuremberg Prosecutor. Lecture given at the Conference, „The International Criminal Court at Ten“, Washington University St Louis, 11.–12. November 2012, forthcoming in: Washington University Global Studies Law Review (2013).